# Robert Löffler (Journalist)
Robert Löffler (* 8. Mai 1931 in Wien; † 27. Dezember 2016 ebenda), Pseudonym Telemax, war ein österreichischer Journalist und Kolumnist der Kronen Zeitung.

## Leben
Der in Wien Geborene verbrachte seine Kindheit und Jugend hauptsächlich in Gösing und Kirchberg am Wagram, wo sein Vater als Lehrer arbeitete, was er im Telemax Tagebuch nicht selten aufgriff. Auch ein Großvater und ein Urgroßvater waren Lehrer. Nach der Matura am Stiftsgymnasium Melk studierte er Zeitungswissenschaft an der Universität Wien. 1954 wurde er Redakteur der Wiener Tageszeitung „Bild-Telegraf“  unter Chefredakteur Gerd Bacher, dem späteren Generalintendanten des ORF, Österreichs öffentlich-rechtlicher Rundfunkanstalt. Bacher erfand den Namen Telemax für die tägliche Fernsehkritik seines Blattes, die zunächst von etlichen Redaktionsmitgliedern abwechselnd verfasst wurde.

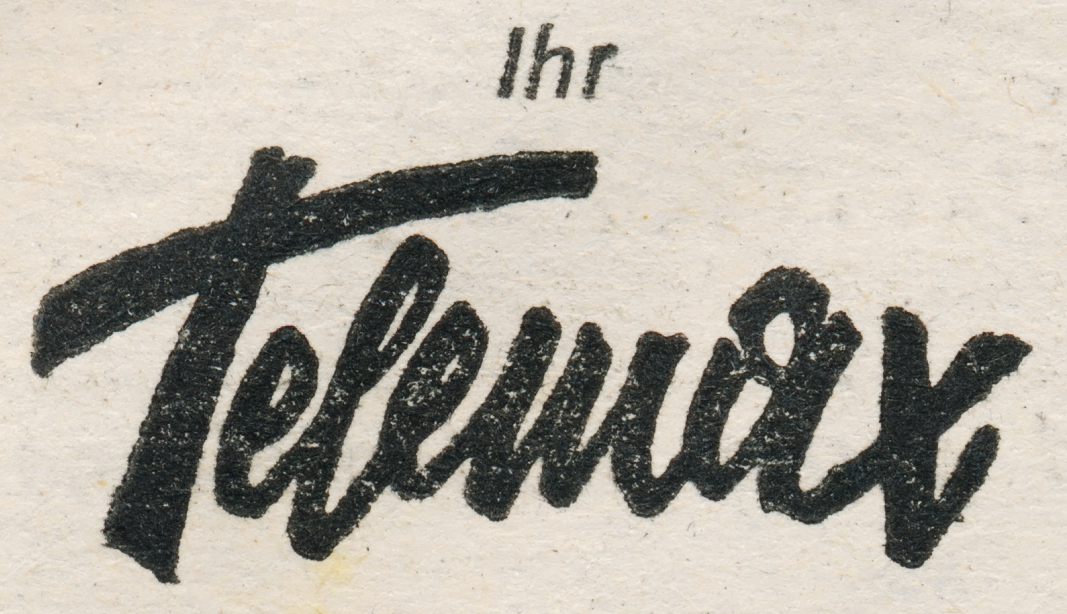
Telemax-Schriftzug (Kronen Zeitung 1979)

Als der Bild-Telegraf 1958 eingestellt wurde, gründete Bacher mit Fritz Molden die Tageszeitung „Express“, in der die tägliche Telemax-Kolumne weitergeführt wurde – ab 1960 nur noch von Löffler, dem der Titel der Kolumne dadurch auch Pseudonym wurde. Mit Einstellung des Express, 1971, wurden Kolumne und Autor von der „Kronen Zeitung“ übernommen, wo Telemax bis zum 29. Oktober 2016 erschien. In der Nacht vom 26. auf den 27. Dezember 2016 verstarb Löffler nach kurzer schwerer Krankheit.
Robert Löffler wurde in Wien auf dem Gersthofer Friedhof in einem ehrenhalber gewidmeten Grab (Gruppe L, Nummer 29) bestattet.

## Rezeption
Als „der wohl unbekannteste Prominente im Lande“ schrieb Löffler philosophische Betrachtungen zum Tage, die sich „irgendwie“ und mit milder Ironie auf Sendungen des ORF bezogen, und betrieb dabei eher Sprachkritik. In der Sonntagsbeilage der Kronen Zeitung erschien lange Zeit hindurch das „Telemax Tagebuch“, das wesentlich umfangreicher als die tägliche Zeitungsglosse war. Max Goldt schrieb 1998 in einem Text über Kolumnen:

„Von denen, die ich beurteilen kann, gibt es nur eine, die ich schätze und für vorbildlich halte, und zwar diejenige von Robert Löffler, der unter dem nom de plume Telemax im ansonsten anspruchslosen und rechtspopulistischen Wiener Boulevard-Blatt ,Neue Kronen-Zeitung‘ mehrmals in der Woche kurze Betrachtungen veröffentlicht, deren stilistische Feinheit und thematische Autarkie auch unter klassischen und hochgeschätzten Feuilletonisten ihresgleichen suchen. Er ist ein sehr anständiger Mann, der niemals in Talkshows herumsitzt, und sollten sich Fans anschicken, ihn kennenzulernen, wird deren Begehren abgelehnt. Ich habe es selbst erleben dürfen. Respekt! Ein echter Souverän.“

Der Autor wurde 1983 mit dem Nestroy-Ring der Stadt Wien ausgezeichnet, 1991 erhielt er die Ehrenmedaille der Stadt Wien in Gold.
Seine langjährige Mitarbeiterin Susanne Heinrich würdigte in einem in der Kronen Zeitung erschienenen Nachruf seine „intellektuellen, philosophischen und ironischen Texte“:

„Jede Kolumne ein kleines Meisterwerk, das von ihm persönlich auch vom ersten Wort bis zum letzten Korrekturlesen überwacht wurde. Unter seinen unzähligen Fans sind viele Prominente wie der Kabarettist Josef Hader (auch er ein Absolvent des Melker Stiftsgymnasiums, das verbindet!, der sich der Wertschätzung Löfflers erfreuen durfte. Und es machte Löffler stolz, dass der junge Kollege seine Texte auf der Bühne vortrug. Stolz war er, aber wieder nicht so ‚übermütig‘, dass er dessen Einladung zur Lesung gefolgt wäre.“

## Werke
- Robert Löffler: Gut benommen – halb gewonnen! Herausgegeben und verlegt vom Verband österreichischer Banken und Bankiers, Wien ohne Jahr [1964] (Taschenbuch, 112 Seiten).
- Telemax: Fernseh-Fibel. Verlag Kurt Wedl, Melk, Wien 1964.
- Robert Löffler: Warnung vor einseitigem Gebrauch des Kopfes. Fröhliche Anmerkungen von Telemax. Herausgegeben und ausgewählt von Peter Eisler, Vorwort von Gerd Bacher. Verlag Christian Brandstätter, Wien 1983, ISBN 3-85447-056-8.
- Telemax: Liebe Leute. 63 gefällige Bemerkungen von Robert Löffler. Verlag Niederösterreichisches Pressehaus, St. Pölten / Wien 1989, ISBN 3-85326-893-5.
- Robert Löffler: Telemax-Tagebuch. Vorwort von Alois Brandstetter. Kremayr & Scheriau, Wien 1993, ISBN 3-218-00577-9.
- Robert Löffler: Liebe Leute. 83 neue gefällige Bemerkungen. Vorwort von Josef Hader. Verlag Niederösterreichisches Pressehaus (NP-Buchverlag), St. Pölten / Wien / Linz 2002, ISBN 3-85326-512-X.

Beiträge in:
- Geschüttelte Sammelreime. Einleitung von Robert Löffler alias Telemax. Verlag Christian Brandstätter, Wien 1993, ISBN 3-85447-481-4 (nur Vorwort).
- Daniel Spitzer: Wiener Spaziergänge 2. Mit einem Nachwort von Robert Löffler. Edition Wien, Wien 1987, ISBN 3-85058-005-9 (nur Nachwort).